# Sachbücher des Monats
Die Liste Sachbücher des Monats ist ein undotierter Buchpreis, mit dem eine Jury seit 2007 monatlich (mit einer Unterbrechung von August bis November 2017) ausgewählte geistes- und sozialwissenschaftliche Neuerscheinungen des deutschsprachigen Buchmarkts auf einer Liste benennt.

## Hintergrund
In einem Punkteverfahren wurden in der Jury vorgeschlagene Bücher bewertet und die ersten zehn Plätze veröffentlicht. Zu den Büchern wurden kurze Kritiken geschrieben. Zusätzlich zu den zehn Büchern wurde monatlich wechselnd von einem der Juroren ein Buch mit einer besonderen persönlichen Empfehlung versehen. Die Veröffentlichung erfolgte in der
Süddeutschen Zeitung, im Norddeutschen Rundfunk, Buchjournal, Börsenblatt und in Telepolis.
Die Liste und das Stimmabgabeverfahren wurde vom seinerzeitigen SZ-Redakteur Knud von Harbou und dem seinerzeitigen NDR-Redakteur Andreas Wang „erfunden“, die beiden Unternehmen Süddeutsche Zeitung und Norddeutscher Rundfunk wurden in der Öffentlichkeit als die Herausgeber der Liste wahrgenommen. Wang betreute die Liste auch nach seinem Ausscheiden beim NDR im Jahr 2010 weiterhin als Pensionär.
Das Nominierungsverfahren wurde im Juni 2017, nachdem Rolf Peter Sieferles Buch Finis Germania aus dem rechtsextremen Verlag Antaios auf Platz 9 platziert worden war, ausgesetzt. Das Buch war auf die Liste gekommen, weil Johannes Saltzwedel seine zwanzig Stimmpunkte nach eigenen Angaben in drei aufeinanderfolgenden Monaten jeweils auf dieses Buch kumuliert hatte. NDR und Süddeutsche Zeitung schieden daraufhin endgültig aus dem Projekt aus.
Nach einer mehrmonatigen Pause wurde die Liste im Dezember 2017 mit einem geänderten Auswahlverfahren und Partnern aus den drei großen deutschsprachigen Ländern wieder aufgenommen. Die Themen der zu bewertenden Bücher wurden auf Natur-, Sozial- und Wirtschaftswissenschaften ausgedehnt, um ein größeres Spektrum gesellschaftlicher Probleme wieder zu spiegeln. Weitergeführt wurde die Liste von der Welt, WDR 5, der Neuen Zürcher Zeitung und dem ORF-Radio Österreich 1.
ZDF, Deutschlandfunk und Die Zeit starteten bereits einen Monat zuvor eine eigene Sachbuch-Bestenliste.

## Jury

### Vor Umstellung des Nominierungssystems
Im Juni 2017 bestand die Jury aus folgenden 26 Mitgliedern, von denen einige nach der Neustrukturierung Ende 2017 wieder dabei waren:
- René Aguigah (Deutschlandradio)
- Jens Bisky (Süddeutsche Zeitung)
- Rainer Blasius (Frankfurter Allgemeine Zeitung)
- Eike Gebhardt
- Daniel Haufler
- Otto Kallscheuer
- Petra Kammann (in Rheinkultur)
- Elisabeth Kiderlen
- Jörg-Dieter Kogel (Radio Bremen)
- Ludger Lütkehaus
- Herfried Münkler (Humboldt-Universität)
- Jutta Person (Philosophie Magazin)
- Wolfgang Ritschl (ORF Wien)
- Florian Rötzer (Telepolis)
- Johannes Saltzwedel (Der Spiegel)
- Sabine Sasse
- Albert von Schirnding
- Frank Schubert (Spektrum der Wissenschaft)
- Jacques Schuster (Die Welt)
- Norbert Seitz (Deutschlandfunk Köln)
- Hilal Sezgin
- Elisabeth von Thadden (Die Zeit)
- Andreas Wang (früher NDR Kultur)
- Uwe Justus Wenzel (Neue Zürcher Zeitung)
- Stefan Zweifel (Schweizer Kritiker)

### Nach Umstellung des Nominierungssystems
Der neuen Jury, deren Mitgliederzahl nicht festgelegt ist, gehörten Anfang 2020 an:
- Tobias Becker (Der Spiegel)
- Kirstin Breitenfellner (Der Falter)
- Peter Ehmer (WDR 5)
- Eike Gebhardt
- Daniel Haufler (Gegenblende)
- Jochen Hörisch (Universität Mannheim)
- Otto Kallscheuer
- Petra Kammann (Feuilleton Frankfurt)
- Günter Kaindlstorfer
- Elisabeth Kiderlen
- Jörg-Dieter Kogel
- Herfried Münkler (Humboldt-Universität Berlin)
- Marc Reichwein (Die Welt für Beilage Literarische Welt)
- Thomas Ribi (Neue Zürcher Zeitung)
- Sandra Richter (Universität Stuttgart)
- Wolfgang Ritschl (ORF)
- Florian Rötzer (Telepolis)
- Frank Schubert (Spektrum der Wissenschaft)
- Norbert Seitz
- Joachim Treusch (Jacobs University Bremen)
- Andreas Wang
- Michael Wiederstein (GetAbstract)
- Harro Zimmermann
- Stefan Zweifel

Zusätzlich gibt es seit der Neuausrichtung Ende 2017 „Gastjuroren“, die mit „Besonderen Empfehlungen“ außerhalb der Liste mitwirken können.

## Platz 1
- Januar 2007: Beschreibung des Menschen von Hans Blumenberg (hrsg. von Manfred Sommer)
- Februar 2007: Einfach abgehängt von Nadja Klinger, Jens König
- März 2007: Preußen von Christopher Clark
- April 2007: Weltrisikogesellschaft von Ulrich Beck
- Mai 2007: 1857 von Wolfgang Matz
- Juni 2007: Anarchie! von Horst Stowasser
- Juli 2007: 1967 von Tom Segev
- August 2007: Herrin des Hügels von Oliver Hilmes
- September 2007: Stefan George von Thomas Karlauf
- Oktober 2007: Romantik von Rüdiger Safranski
- November 2007: Krieg ohne Fronten von Bernd Greiner
- Dezember 2007: Reise um die Welt von Georg Forster
- Januar 2008: Eine neue Soziologie für eine neue Gesellschaft von Bruno Latour
- Februar 2008: Epochen der Musikgeschichte von Ingo Harden
- März 2008: Tiefer als der Tag gedacht von Elisabeth Bronfen
- April 2008: Florenz und Bagdad von Hans Belting
- Mai 2008: Die Ausgeschlossenen von Heinz Bude
- Juni 2008: Kafkas Welt von Hartmut Binder
- Juli 2008: Florenz und Bagdad von Hans Belting
- August 2008: Universitätsmamsellen von Eckart Kleßmann
- September 2008: Die Flüsterer von Orlando Figes
- Oktober 2008: Goethe und Napoleon von Gustav Seibt
- November 2008: Heinrich Himmler von Peter Longerich
- Dezember 2008: Politik und Gedächtnis von Helmut König
- Januar 2009: Leo Africanus von Natalie Zemon Davis
- Februar 2009: Philosophie des Traums von Christoph Türcke
- März 2009: Die Mauer von Frederick Taylor
- April 2009: Die Deutschen und ihre Mythen von Herfried Münkler
- Mai 2009: Endspiel von Ilko-Sascha Kowalczuk
- Juni 2009: Erde und Blut von Ben Kiernan
- Juli 2009: Die Logokraten von George Steiner
- August 2009: Die Geheimnisse Roms von Corrado Augias
- September 2009: Das Jahrhundert der Bilder von Gerhard Paul
- Oktober 2009: Der Wasseratlas von Maggie Black/Jannet King
- November 2009: Geschichte des Westens von Heinrich August Winkler
- Dezember 2009: Der Ego-Tunnel von Thomas Metzinger
- Januar 2010: Hitlers Imperium von Mark Mazower
- Februar 2010: Kreis ohne Meister von Ulrich Raulff
- März 2010: Abschied von Mona Lisa von Roberto Zapperi
- April 2010: Alexander der Große von Alexander Demandt
- Mai 2010: Wie wollen wir sterben von Michael de Ridder
- Juni 2010: D-Day von Antony Beevor
- Juli 2010: Robert Schumann von Peter Gülke
- August 2010: Die Erfindung des jüdischen Volkes von Shlomo Sand
- September 2010: Strukturierte Verantwortungslosigkeit von Claudia Honnegger/Sighard Neckel/Chantal Magnin
- Oktober 2010: Simon Wiesenthal von Tom Segev
- November 2010: Gelebtes Leben von Emma Goldmann (bearbeitet von Tina Petersen)
- Dezember 2010: Echnaton von Franz Maciejewski
- Januar 2011: Der Koran als Text der Spätantike von Angelika Neuwirth
- Februar 2011: Abschiedsbriefe Gefängnis Tegel von Helmuth James Graf von Moltke/Freya von Moltke (hrsg. von Helmuth Caspar von Moltke/Ulrike von Moltke)
- März 2011: Die Panikmacher von Patrick Bahners
- April 2011: Eine Frage der Ehre von Kwame Anthony Appiah
- Mai 2011: Soldaten von Sönke Neitzel/Harald Welzer
- Juni 2011: Apokalypse Afrika von Hans Christoph Buch
- Juli 2011: Eichmann vor Jerusalem von Bettina Stangneth
- August 2011: Nach uns die Kernschmelze von Robert Spaemann
- September 2011: Bloodlands von Timothy Snyder
- Oktober 2011: Schönheit und Schrecken von Peter Englund
- November 2011: Gewalt von Steven Pinker
- Dezember 2011: Das Ende von Ian Kershaw
- Januar 2012: Arrival City von Doug Saunders
- Februar 2012: Die Mikrofinanz-Industrie von Gerhard Klas
- März 2012: Gedanken Dichten von George Steiner
- April 2012: Melitta von Stauffenberg von Thomas Medicus
- Mai 2012: Die Wende von Stephen Greenblatt
- Juni 2012: Über Gott und die Welt von Robert Spaemann
- Juli 2012: Schulden von David Graeber
- August 2012: Der innere Sinn von Daniel Heller-Roazen
- September 2012: Anthropologie in der modernen Welt von Claude Lévi-Strauss
- Oktober 2012: Friedrich der Große vom Projektteam Friederisiko
- November 2012: Homer von Thomas A. Szlezák
- Dezember 2012: 1913 von Florian Illies
- Januar 2013: Historischer Atlas der antiken Welt von Anne-Maria Wittke/Eckart Olshausen/Richard Szydlak
- Februar 2013: Der aufrechte Gang von Kurt Bayertz
- März 2013: Das Zeitalter der Erkenntnis von Eric Kandel
- April 2013: Die Belasteten von Götz Aly
- Mai 2013: Die Nonnen von Sant'Ambrogio von Hubert Wolf
- Juni 2013: Das demokratische Zeitalter von Jan-Werner Müller
- Juli 2013: Warum es die Welt nicht gibt von Markus Gabriel
- August 2013: Ameisengesellschaften von Niels Werber
- September 2013: Eine Art zu leben von Peter Bieri
- Oktober 2013: Warum ich kein Christ bin von Kurt Flasch
- November 2013: Metropolen der Moderne von Friedrich Lenger
- Dezember 2013: Grenzland Europa von Karl Schlögel
- Januar 2014: Der Große Krieg von Herfried Münkler
- Februar 2014: Hollywoods Kriege von Elisabeth Bronfen
- März 2014: Max Weber von Jürgen Kaube
- April 2014: SchamVerlust von Ulrich Greiner
- Mai 2014: Max Weber von Dirk Kaesler
- Juni 2014: Der NSA-Komplex von Holger Stark/Marcel Rosenbach
- Juli 2014: Ornis von Josef H. Reichholf
- August 2014: André Malraux und das imaginäre Museum von Walter Grasskamp
- September 2014: Auf dem Weg ins Imperium von David Engels
- Oktober 2014: Der Sinn des Sinns von Volker Gerhardt
- November 2014: Das Kapital im 21. Jahrhundert von Thomas Piketty
- Dezember 2014: Die neue Ordnung auf dem alten Kontinent von Philipp Ther
- Januar 2015: Macht von Karen Duve
- Februar 2015: Exodus von Jan Assmann
- März 2015: Geschichte des Westens von Heinrich August Winkler
- April 2015: Der lange Sommer der Theorie von Philipp Felsch
- Mai 2015: Volk ohne Mitte von Götz Aly und Anti-Judaismus von David Nirenberg
- Juni 2015: Autonomie von Michael Pauen/Harald Welzer
- Juli 2015: Die Unruhe der Welt von Ralf Konersmann
- August 2015: Das Lachen der Täter von Klaus Theweleit
- September 2015: Ungläubiges Staunen von Navid Kermani
- Oktober 2015: Das verborgene Leben des Waldes von David G. Haskell
- November 2015: Ohne Gnade von Bryan Stevenson
- Dezember 2015: Aufklärung von Steffen Martus
- Januar 2016: Kurze Geschichte der Migration von Massimo Livi Bacci
- Februar 2016: Michelangelo Antonioni von Matthias Bauer
- März 2016: Das Leben der Mächtigen von Zora del Buono
- April 2016: Global Gardening von Christiane Grefe
- Mai 2016: Dies irae von Johannes Fried
- Juni 2016: Postkapitalismus von Paul Mason
- Juli 2016: Hass im Netz von Ingrid Brodnig
- August 2016: Olympische Spiele von Klaus Zeyringer
- September 2016: Rückkehr der Diener von Christoph Bartmann
- Oktober 2016: Höllensturz von Ian Kershaw
- November 2016: Gegen den Hass von Carolin Emcke
- Dezember 2016: Europäischer Islam von Nilüfer Göle
- Januar 2017: Politische Rede oder Wie wir entscheiden von Uwe Pörksen
- Februar 2017: Philosophie des Meeres von Gunter Scholtz
- März 2017: 1517 von Heinz Schilling
- April 2017: Über Tyrannei von Timothy Snyder
- Mai 2017: Der Übermuslim von Fethi Benslama
- Juni 2017: Der neue Bürgerkrieg, von Ulrike Guérot und Trump! von Georg Seeßlen
- (Pause)
- Dezember 2017: Die Farbe Rot. Ursprünge und Geschichte des Kommunismus, von Gerd Koenen
- Januar 2018: Retrotopia von Zygmunt Bauman, Übers. Frank Jakubzik
- Februar 2018: Die dunklen Jahre. Politik und Alltag im nationalsozialistischen Österreich 1938 – 1945, von Kurt Bauer
- März 2018: Die große Gereiztheit. Wege aus der kollektiven Erregung, von Bernhard Pörksen
- April 2018: Zeit der Zauberer. Das große Jahrzehnt der Philosophie 1919 - 1929, von Wolfram Eilenberger
- Mai 2018: Ich und die Anderen. Wie die neue Pluralisierung uns alle verändert. von Isolde Charim
- Juni 2018: Frauen und Macht. Ein Manifest. von Mary Beard
- Juli 2018: Tagebuch der Reise nach Italien über die Schweiz und Deutschland von 1580 bis 1581, von Michel de Montaigne
- August 2018: Wie Demokratien sterben von Steven Levitsky & Daniel Ziblatt
- September 2018: Big History. Die Geschichte der Welt – vom Urknall bis zur Zukunft der Menschheit von David Christian
- Oktober 2018: Retroland. Geschichtstourismus und die Sehnsucht nach dem Authentischen von Valentin Groebner
- November 2018: Der Weg in die Unfreiheit. Russland, Europa, Amerika von Timothy Snyder
- Dezember 2018: Der überforderte Frieden. Versailles und die Welt 1918–1923 von Jörn Leonhard
- Januar 2019: Rosa Luxemburg. Ein Leben. von Ernst Piper
- Februar 2019: Zeitenwende 1979 von Frank Bösch
- März 2019: Vom Sog der Massen und der neuen Macht der Einzelnen von Gunter Gebauer und Sven Rücker
- April 2019: Der europäische Traum. Vier Lehren aus der Geschichte von Aleida Assmann
- Mai 2019: Wolfszeit. Deutschland und die Deutschen 1945–1955. von Harald Jähner
- Juni 2019: Die Reise unserer Gene. Eine Geschichte über uns und unsere Vorfahren von Johannes Krause und Thomas Trappe
- Juli 2019: Die Gesellschaft des Zorns. Rechtspopulismus im globalen Zeitalter von Cornelia Koppetsch
- August 2019: Die Mühlen der Zivilisation. Eine Tiefengeschichte der frühesten Staaten von James C. Scott
- September 2019: Biologie der Sinne. Vom Molekül zur Wahrnehmung von Stephan Frings und Frank Müller
- Oktober 2019: Muster. Theorie der digitalen Gesellschaft von Armin Nassehi
- November 2019: Hölderlin. Komm! Ins Offene, Freund! - Biographie von Rüdiger Safranski
- Dezember 2019: Das Ende der Illusionen. Politik, Ökonomie und Kultur in der Spätmoderne von Andreas Reckwitz
- Januar 2020: Hegel. Der Philosoph der Freiheit von Klaus Vieweg
- Februar 2020: Die falschen Freunde der einfachen Leute von Robert Misik[7]
- März 2020: Gute Ökonomie für harte Zeiten. Sechs Überlebensfragen und wie wir sie besser lösen können von Esther Duflo und Abhijit Banerjee[8]
- April 2020: Karl Kraus. Der Widersprecher von Jens Malte Fischer[9]
- Mai 2020: Als Einstein und Gödel spazieren gingen. Ausflüge an den Rand des Denkens von Jim Holt[10]
- Juni 2020: Karl V. Der Kaiser, dem die Welt zerbrach von Heinz Schilling[11]
- Juli 2020: Max Weber. Eine Spurensuche von Hans-Peter Müller[12]
- August 2020: Kitzel. Genealogie einer menschlichen Empfindung von Christian Metz[13]
- September 2020: Hegels Welt von Jürgen Kaube[14]
- Oktober 2020: Wie wir unsere Wirtschaft retten. Der Weg aus der Corona-Krise von Clemens Fuest[15]
- November 2020: „Prosa der Welt“. Denis Diderot und die Peripherie der Aufklärung von Hans Ulrich Gumbrecht (übersetzt von Michael Bischoff)[16]
- Dezember 2020: Der tiefe Graben. Die Geschichte der gespaltenen Staaten von Amerika von Ezra Klein[17]
- Januar 2021: Medien-Intellektuelle in der Bundesrepublik von Axel Schildt[18]
- Februar 2021: Menschwerdung eines Affen. Eine Autobiografie der ethnografischen Forschung von Heike Behrend[19]
- März 2021: Die Macht des Charlatans von Grete De Francesco[20]
- April 2021: Die Verlockung des Autoritären. Warum antidemokratische Herrschaft so populär geworden ist. von Anne Applebaum (übersetzt von Jürgen Neubauer)[21]
- Mai 2021: Kapital und Ressentiment. Eine kurze Theorie der Gegenwart. von Joseph Vogl[22]
- Juni 2021: Über den Menschen von Gerhard Roth[23]
- Juli 2021: Eine kurze Geschichte der Gegenwart. von Philipp Sarasin[24]
- August 2021: High Energy. Die Achtziger – das pulsierende Jahrzehnt von Jens Balzer[25]
- September 2021: Zwischen Globalismus und Demokratie. Politische Ökonomie im ausgehenden Neoliberalismus von Wolfgang Streeck[26]
- Oktober 2021: Sortiermaschinen. Die Neuerfindung der Grenze im 21. Jahrhundert von Steffen Mau[27]
- November 2021: Michelangelo von Horst Bredekamp[28]
- Dezember 2021: Doom. Die großen Katastrophen der Vergangenheit und einige Lehren für die Zukunft. Übersetzt von Jürgen Neubauer[29]
- Januar 2022: Liebe In Zeiten des Hasses. Chronik eines Gefühls 1929 – 1939 von Florian Illies[30]
- Februar 2022: Der Kampf um die Moderne von Jürgen Kocka[31]
- März 2022: Fluchtpunkte der Erinnerung. Über die Gegenwart von Holocaust und Kolonialismus von Natan Sznaider[32]
- April 2022: Das deutsch-russische Jahrhundert. Geschichte einer besonderen Beziehung von Stefan Creutzberger[33]
- Mai 2022: Die Welten des Mittelalters. Globalgeschichte eines Jahrtausends von Michael Borgolte[34]
- Juni 2022: The Quartet. Wie vier Frauen die Philosophie zurück ins Leben brachten von Clare Mac Cumhaill / Rachel Wiseman[35]
- Juli 2022: Das Klima der Geschichte im planetarischen Zeitalter von Dipesh Chakrabarty, übersetzt von Christine Pries[36]
- August 2022: Das narrative Gehirn von Fritz Breithaupt[37]
- September 2022: Der Dienstbetrieb ist nicht gestört. Die Deutschen und ihre Justiz 1943 – 1948 von Benjamin Lahusen[38]
- Oktober 2022: Ein neuer Strukturwandel der Öffentlichkeit und die deliberative Politik von Jürgen Habermas[39]
- November 2022: Die gespaltene Gesellschaft von Jürgen Kaube/André Kieserling[40]
- Dezember 2022: Eine Geschichte Russlands von Orlando Figes, übersetzt von Norbert Juraschitz[41]
- Januar 2023: Thomas Mann. Werk und Zeit von Dieter Borchmeyer[42]
- Februar 2023: Professor der Apokalypse. Die vielen Leben des Jacob Taubes von Jerry Z. Muller, übersetzt von Ursula Kömen[43]
- März 2023: Pragmatismus als Antiautoritarismus von Richard Rorty, herausgegeben von Eduardo Mendieta[44]
- April 2023: Aufheben. Wegwerfen. Vom Umgang mit schönen Dingen von Valentin Groebner[45]
- Mai 2023: Individuum und Menschheit. Eine Philosophie der Demokratie von Volker Gerhardt[46]
- Juni 2023: Europa. Eine persönliche Geschichte. von Timothy Garton Ash
- Juli 2023: Z: Kurze Geschichte Russlands, von seinem Ende her gesehen von Olaf Kühl
- August 2023: Die unbequeme Vergangenheit. Vom Umgang mit Staatsverbrechen in Russland und anderswo von Nikolai Epplée, übersetzt von Anselm Bühling[47]
- September 2023: Czernowitz. Stadt der Zeitenwenden von Helmut Böttiger
- Oktober 2023: Hannah Arendt von Thomas Meyer
- November 2023: Blick in den Abgrund von Saul Friedländer
- Dezember 2023: Zauber der Stille von Florian Illies
- Januar 2024: Verabredung mit Dichtern. Erinnerungen und Begegnungen von Michael Krüger
- Februar 2024: Zur Bekämpfung des Antisemitismus heute von Theodor W. Adorno
- März 2024: Marseille 1940 von Uwe Wittstock
- April 2024: Der Philosoph von Philipp Felsch
- Mai 2024: Winston Churchill von Franziska Augstein
- Juni 2024: Die Tyrannei der Minderheit von Steven Levitsky und Daniel Ziblatt
- Juli 2024: Ungleich vereint. Warum der Osten anders bleibt von Steffen Mau
- August 2024: Eugenische Phantasmen. Eine deutsche Geschichte. von Dagmar Herzog
- September 2024: Zeitverschwendung. Gammeln, Warten, Driften in Film und Literatur. von Michaela Krützen
- Oktober 2024: Es musste etwas besser werden… von Jürgen Habermas
- November 2024: Verlust. Ein Grundproblem der Moderne von Andreas Reckwitz
- Dezember 2024: Warum Krieg? von Richard Overy
- Januar 2025: Die doppelte Nacht. Eine Deutschlandreise im Jahr 1958 von Carlo Levi
- Februar 2025: Der lange Schatten der Guillotine. Lebensbilder aus dem Paris des neunzehnten Jahrhunderts von László F. Földényi
- März 2025: Das Deutsche Demokratische Reich. Wie die extreme Rechte Geschichte und Demokratie zerstört von Volker Weiß

[veraltet]